# Sekundärorganisation
Sekundärorganisationen sind hierarchieübergreifende oder hierarchieergänzende Organisationseinheiten, die zur Lösung von Schnittstellen- und komplexen anderen Problemen eingesetzt werden, da es aufgrund des hierarchischen Aufbaus in der Primärorganisation oft nicht möglich ist, diese effizient zu einem Ergebnis zu führen. Die einzelnen Ausprägungen können in der Praxis auf vier Grundprinzipien zurückgeführt werden.

## Formen der Sekundärorganisation

### Stabsprinzip
Beim Stabsprinzip wird die Primärorganisation durch Stabsstellen ergänzt, die entweder von allen Unternehmenseinheiten zu Rate gezogen werden können (z. B. Rechtsabteilungen) oder die nur einzelne Linienabteilung von unterschiedlichen Detailarbeiten entlasten sollen. Eingesetzt werden sie hauptsächlich zur Informationssammlung, Informationsaufbereitung und Koordination. Eine weitere Aufgabe der Stäbe besteht in der Sicherstellung der Kommunikation an Schnittstellen. Formale Entscheidungskompetenzen und Weisungsbefugnis bestehen nicht, wodurch die Einheitlichkeit der Auftragserteilung gewährleistet werden soll. Stablinienorganisationen kommen in der Praxis in verschiedenen Formen vor.

#### Zentrale Stabsstelle
Bei dieser Art von Stabsstelle handelt es sich um eine unterstützende Stelle für die Unternehmensführung. Sie wird als Leitungsstab oder Führungsstab bezeichnet. Diese Organisationseinheit kann durchaus aus einer Stabsabteilung mit eigener Leitungsstelle bestehen. Ein Beispiel für eine solche zentrale Stabsstelle ist die Assistenz der Geschäftsführung.

#### Dezentrale Stelle
Bei dieser Art der Stelle handelt es sich um eine Stabsstelle die nicht der Unternehmensführung, sondern der hierarchisch untergeordneten Führungsebene (Abteilungen) zugeordnet werden kann. Die Kommunikation zwischen den einzelnen Stabsstellen erfolgt, sofern keine anderen Regeln festgelegt wurden, über die Leitungsstellen, denen sie zugeordnet sind.

#### Stabshierarchie
Durch Zulassen von direkter Kommunikation zwischen den Stabsstellen kann die Effizienz der Stabsarbeit gesteigert werden. Hierbei kann die hierarchisch höher gestellte Stabsstelle ein Weisungsrecht gegenüber den nachgeordneten Stabsstellen besitzen. Es gibt also parallel zur Hierarchie der Linienstellen eine eigene Stabshierarchie. Ein solcher mehrstufiger Stab kann zu Problemen führen, da die Stabsstellen sowohl Weisungen von der übergeordneten Stabsstelle erhalten, als auch von der Linienstelle, der sie direkt zugeordnet sind.
Stärken:
- Entlastung der Linienstellen
- Intensivere Vorbereitung → höhere Entscheidungsqualität
- Einführung von Stäben greift nicht in die bestehende Organisation ein
- Breiter Anwendungsbereich, da die bestehende Organisation nicht verändert werden muss
- Stabsfunktionen eignen sich als Vorbereitung auf Linienfunktionen

Schwächen:
- Kompetenzkonflikte zwischen Stab und Linie
- Isolierung der Stabsstellen

Stäbe sind heute in großen Organisationen weit verbreitet.

### Matrixprinzip
Beim Matrixprinzip wird im Gegensatz zur primären Organisationsform Matrixorganisation nur ein gemeinsames Problemfeld gebildet, das von den involvierten Stellen bearbeitet werden soll. Die Dimensionen einer sekundären Matrixorganisation sind die primäre Organisationsform und zweitens der Problembezug. Den einzelnen Matrixstellen obliegen dabei die Koordination der eigenen Dimension, und deren angemessene Berücksichtigung bei der Problemlösung. Kompetenzüberschneidungen werden in diesem System bewusst eingesetzt um eine gegenseitige Abstimmung der Abteilungen notwendig zu machen, wodurch die Lösungsqualität gesteigert werden soll.

### Ausgliederungsprinzip
Vom Ausgliederungsprinzip spricht man, wenn bestimmte Problembereiche aus der Primärorganisation ausgegliedert und in neuen Organisationseinheiten zusammengefasst werden. Diese sollten dann auch über alle zur Problemlösung notwendigen Ressourcen und Kompetenzen verfügen. Häufig anzutreffen ist diese Form im Bereich F&E (Forschung und Entwicklung), sowie in Unternehmen mit Geschäftsbereichsorganisation in Form der Zentralisierten Abteilungen.

### Arbeitsgruppenprinzip
Beim Arbeitsgruppenprinzip erfolgt die Übertragung von Aufgaben und Entscheidungsbefugnissen auf hierarchieübergreifende Arbeitsgruppen. In diesen soll jeder seine eigenen Ziele, Standpunkte und Lösungsideen einfließen lassen, wobei die Koordination über Selbstabstimmung erfolgt.
Diese Organisationsform wird manchmal auch als Matrix ohne Leitungssystem bezeichnet.